# Thyroscyphus bedoti
Thyroscyphus bedoti är en nässeldjursart som beskrevs av Splettstösser 1929. Thyroscyphus bedoti ingår i släktet Thyroscyphus och familjen Thyroscyphidae. Inga underarter finns listade i Catalogue of Life.